# Annibale Bugnini
Annibale Bugnini, född 14 juni 1912 i Civitella del Lago, Baschi, Italien, död 3 juli 1982 i Rom, var en italiensk ordenspräst som tillhörde Congregatio Missionis, kallade lazaristerna.
Bugnini prästvigdes 1936 och tjänade i tio år som församlingspräst i en av Roms förorter. I slutet av 1940-talet började han att undervisa i liturgi och utnämndes sedermera (1957) till professor vid Lateranuniversitetet. Påven Pius XII knöt honom 1948 till den kommission som reformerade såväl stilla veckans liturgi som det romerska missalets rubriker (1955 och 1960).
Påve Johannes XXIII utsåg Bugnini 1960 till sekreterare för den påvliga liturgikommissionen, som kom att förbereda Sacrosanctum Concilium, Andra Vatikankonciliets konstitution om liturgin. Bugnini kom senare som inflytelserik medlem av och sekreterare till Consilium att ha ett ansenligt inflytande över Paulus VI:s reform av den romersk-katolska liturgin under 1960-talet. Han har utgivit en uppmärksammad självbiografi som särskilt redogör för den tidsperioden, La Riforma Liturgica (1948-1975), CLV - Ed. Liturgiche, Rom 1983.
Fader Bugnini konsekrerades 1972 till ärkebiskop. Av oklara skäl kom han i onåd i juli 1975 och sändes av Paulus VI till Teheran som kyrklig diplomat.